# Fauziah Latiff
Fauziah Latiff lub Jee, właśc. Siti Fauziah Sheikh Abdul Latiff (ur. 5 grudnia 1970 w Teluk Intan) – malezyjska piosenkarka i aktorka.
Swój pierwszy album pt. Digamit Memori wydała w 1998 roku. W 1993 roku otrzymała nagrodę AJL (Anugerah Juara Lagu).
Zasiadała w jury programu telewizyjnego Malaysian Idol.

## Dyskografia
Na podstawie źródła:
Albumy studyjne
- 1988: Digamit Memori
- 1989: Kau Merubah Segalanya
- 1990: Kini
- 1991: Tiada Noktah Cinta
- 1992: Hua Xi Ya
- 1992: Gubahan Rindu Puisi Syahdu
- 1993: Epilog Memori Gelita
- 1994: Apa Sebenarnya
- 1995: Sahabat
- 1998: Jee ’98
- 2001: Yang Lebih Kau Cinta...Jee
- 2006: Pesona